# Laurent Guénet
Pour les articles homonymes, voir Guénet.
Laurent Guénet (né le 16 décembre 1959 à Montreuil-sous-Bois) est joueur français de billard carambole (aussi appelé « billard français »), spécialisé dans tous les modes de jeux de cadre, mais aussi à la libre et à la bande.
Il est dans les meilleurs joueurs français depuis les années 1980, et européens depuis quelques années.
Il est également très actif dans le monde du billard. En 1986, il fait le choix de devenir professeur de billard et obtient son diplôme d'état 1er degré. Depuis ce jour, il anime cours et stages au sein de la fédération française de billard et des centaines de joueurs, de tous niveaux, le choisissent comme professeur.

## Palmarès

### France
Médailles d'or
- Partie libre 2e catégorie février 1982 La Rochelle
- Cadre 47/2 N1er janvier 1993 Cavalaire
- Partie libre N1er juin 1999 Maisons-Alfort
- Bande N1er avril 2001 Faches-Thumesnil
- Cadre 47/2 Master février 2002 Châteaudun
- Partie libre Master mai 2004 Faches-Thumesnil
- Cadre 47/2 Master avril 2005 Beauvais
- Cadre 71/2 Master juin 2005 Macon
- Bande Master mai 2006 Oissel
- Cadre 71/2 Master mai 2006 Dinard
- Cadre 71/2 Master juillet 2008 Ronchin
- Partie libre Master mars 2009 Colmar
- Cadre 47/2 Master avril 2009 Mont-de-Marsan
- Cadre 71/2 Master juin 2010 Castres

Médaille d'argent
- Cadet mars 1979 Lissy
- Juniors B décembre 1979 Saint-Étienne
- Cadre 47/2 N1er février 1987 Amiens
- Partie libre N1er avril 1994 Hossegor
- Partie libre N1er mai 1998 Faches Thumesnil
- Cadre 47/2 N1er avril 1999 Castres
- Cadre 47/2 Master janvier 2001 Paris
- Cadre 47/2 Master février 2004 Objat
- Cadre 47/1 Master avril 2004 Douarnenez
- Partie libre Master mai 2005 Périgueux
- Partie libre Master juin 2006 Billy Montigny
- Cadre 47/1 Master janvier 2007 Schiltigheim
- Partie libre Master avril 2007 Courbevoie

Médaille de bronze
- Bande N1er février 1986 Moulins-lès-Metz
- Bande N1er février 1994 Sausset-les-Pins
- Libre Master avril 2000 Cholet
- Bande Master avril 2001 Pont-de-Chéruy
- Cadre 47/1 Master mars 2005 Garges-les-Gonesse
- Cadre 47/1 Master janvier 2006 Faches-Thumesnil
- Cadre 71/2 Master juin 2009 Toulouse

### Europe
Championnat d'Europe
- 6e au cadre 47/2 - Mataró Espagne 2004
- 8e au cadre 47/2 - Delden Hollande 2006
- 7e au cadre 71/2 - Écully France 2006
- 9e au classement général international 2005/06
- 7e au cadre 71/2 - Athènes Grèce 2007
- 7e au cadre 47/2 - Athènes Grèce 2008
- 10e au cadre 47/2 - Athènes Grèce 2009

### Suisse
Championnat Suisse 
Médaille d'or
- Partie libre LNA 1992 - Cadre 47/2 LNA 1993 - Cadre 47/1 LNA 1993 - 3B équipe LNA 2000

Médaille d'argent
- Cadre 71/2 LNA 1992 - Bande LNA 1992

Médaille de Bronze
- Cadre 47/2 LNA 1992 - Cadre 71/2 LNA 1993

## Ranking Carambole F.F.B.
- 2e 2003/04
- 1er 2004/05
- 3e 2005/06

## Records
- Co-record de France de la séri e: 400 à la libre - 300 au cadre 47/2 - 250 au cadre 71/2 - 200 au cadre 47/1.
- Co-record d'Europe de la série : 300 au cadre 47/2 Mataró Espagne 2004.

### Meilleures performances en compétition
- Libre : Moyenne Générale 128,75 - championnat de France Périgueux 2004 - Série 400
- Cadre 47/2 : Moyenne générale 97,60 - championnat d'Europe Mataró Espagne 2004 - Série 300
- Cadre 47/1 : Moyenne générale 33,71 - championnat de France Fâches-Thumesnil 2005 - Série 200 Macon 2008
- Cadre 71/2 : Moyenne générale 31,92 - championnat de France de Macon 2004 - Série 250 Maisons Alfort 2007
- Bande : Moyenne générale 8,48 - grand prix de Versailles 2002 - Série 75 au C.F. de Oissel 2006
- 3 bandes : Moyenne générale 0,901 - éliminatoire N1 à Maisons Alfort 1993 - Série 14 en N1 Annecy 2001

## Grand prix
- 2e Calais Bande avril 2001
- 1er Maisons Alfort cadre 47/2 octobre 2001
- 2e Chartres Bande décembre 2001
- 1er Versailles Bande janvier 2002
- 1er Soissons cadre 71/2 octobre 2002
- 1er Annecy bande septembre 2003
- 2e Chartres Bande octobre 2003
- 2e Andernos cadre 47/2 novembre 2003
- 2e Maisons Alfort cadre 47/2 octobre 2004
- 1er Chatillon cadre 47/2 octobre 2004
- 1er Chartres Bande octobre 2004
- 2e Le Mans 71/2 novembre 2004
- 1er Andernos 47/2 janvier 2005
- 2e Fâches Thumesnil cadre 71/2 2005
- 2e Oissel cadre 71/2 2005
- 1er Oissel cadre 71/2 2008